# Carlo Emilio Gadda
Carlo Emilio Gadda (Milão, 14 de novembro de 1893 - Roma, 21 de maio de 1973) foi um poeta e escritor italiano, ligado à terceira geração dos "poetas da Linha Lombarda".

## Biografia
Filho de pai industrial do setor textil e mãe professora, Gadda era cresceu em um lar burguês.  
Durante a Grande Guerra, Gadda luta no fronte alpino, onde é feito prisioneiro em 1917. No intercurso deste período ele escreve um diário, de 1915-1919. Perde com a guerra o seu irmão, Enrico Gadda, aviador.
Carlo Emilio Gadda formou-se em engenharia eletrotécnica, em Milão. 
Entre 1925-1926 exerceu a docencia no liceu de Milão, dando aulas de física e matemática. Estuda filosofia no transcurso deste período, mas não conclui. 
Entre 1926 e 1927 ele colaborará para a revista Solaria.
Entre 1940 e 1950 viverá em Florença, onde não mais trabalhará como engenheiro.
Entre 1950 e 1955 trabalhará para a rede RAI (Rádio-Televisão Italiana). 
A respeito de sua obra, Carlo Emilio Gadda incursionou o experimentalismo formal da linguagem, valendo-se de muitos recursos (dialetos, linguagem técnica, neologismos).

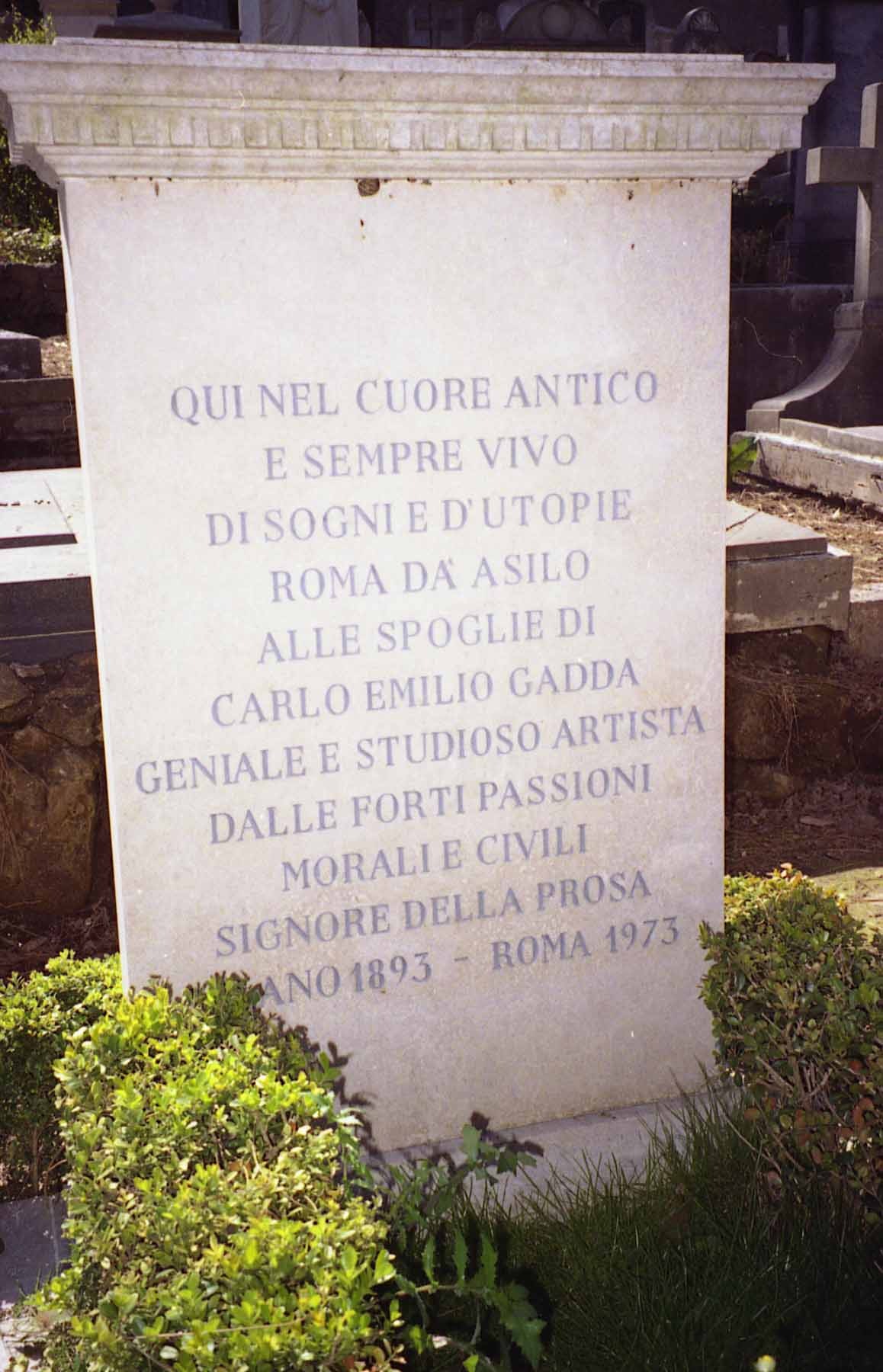
Sepultura de Gadda no Cemitério Protestante em Roma

Embora tenha se inscrito no partido fascista em 1921, provará em escritos futuramente sua hostilidade a Mussolini.
Dentre as suas publicações estão: La Madonna dei filosofi (Firenze, Solaria, 1931), Il castelo di Udine (Firenze, Solaria, 1934), Il promo livro delle favole (1952),  Diario di Guerra e di prigionia (Sansoni, 1955)
Morre em 1973. Foi sepultado no Cemitério Protestante em Roma.

## Obra
- La madonna dei filosofi (1931)
- Il castello di Udine (1934)
- Le meraviglie d'Italia (1939)
- Gli anni (1943)
- L'Adalgisa (1944, contos). No Brasil, A Adalgisa: Quadros Milaneses. Rocco, 1994, tradução de Mario Fondelli. Reunião de dez contos que, conforme assinala o subtítulo da obra, Quadros milaneses, penetram na intimidade de Milão, a cidade natal do autor.
- Il primo libro delle favole (1952, coletânea de contos populares italianos medievais e renascentistas)
- Novelle dal ducato in fiamme (1953, contos)
- I sogni e la folgore (1955)
- Giornale di guerra e di prigionia (1955)[1]
- Quer pasticciaccio brutto de via Merulana (1957). No Brasil, Aquela confusão louca da Via Merulana. Record, 1989, tradução de Aurora Fornoni Bernardini e Homero Freitas de Andrade.
- I viaggi e la morte (1958)
- Verso la Certosa (1961)
- Accoppiamenti giudiziosi (1963). No Brasil, Casamentos Bem Arranjados - Contos (1924-1958); Nova Alexandria, 1998, tradução de Aurora Fornoni Bernardini e Homero Freitas de Andrade.
- La cognizione del dolore (1963). No Brasil, O conhecimento da dor. Rocco, 1997, tradução de Mario Fondelli.
- I Luigi di Francia (1964)
- Eros e Priapo (1967)[2]
- La meccanica (1970, contos)
- Novella seconda (1971)
- Meditazione milanese (1974)
- Le bizze del capitano in congedo (1981)
- Il palazzo degli ori (1983)
- Racconto italiano di ignoto del novecento (1983)
- Azoto e altri scritti di divulgazione scientifica (1986)
- Taccuino di Caporetto (1991)
- Opere (1988-93)
- Disegni milanesi, 1995.
- Romanzi, 1997.
- Gadda al microfono. L'ingegnere e la Rai 1950-1955,  1997.
- Carissimo Gianfranco. Lettere ritrovate 1943-63, 1998.
- Un fulmine sul 220, 2000.
- Villa in Brianza, 2007.
- Contini Gadda. Carteggio 1934-1963, 2009.